# 希森兰登
希森兰登（荷蘭語：Giessenlanden，荷蘭語：[ˈɣisə(n)ˌlɑndə(n)] ⓘ）是荷兰南荷兰省的一个旧市镇。2004年人口14,359。面积65.12 km²（25.14 mile²），其中1.55 km²（0.60 mile²）为水域。2019年1月1日，希森兰登与市镇莫伦瓦尔德合并为新市镇莫倫蘭登（Molenlanden）。